# Paulo Matta
Paulo Emanuel da Hora Matta, mais conhecido por Paulo Matta foi um treinador de voleibol e professor de educação física do Brasil. Ele foi técnico da Seleção Brasileira masculina de voleibol.
Paulo Matta também foi professor dos Cursos de Licenciatura Plena em Educação Física da Universidade do Estado do Rio de Janeiro (UERJ) e da Universidade Federal do Rio de Janeiro (UFRJ) por mais de 20 anos.

## Carreira
Iniciou sua trajetória no vôlei em 1952, de forma autodidata. Ao jogar no time da escola, foi convocado para a seleção baiana. 
Matta iniciou sua carreira de treinador no Rio de Janeiro, pelo Centro Israelita Brasileiro (CIB). A partir daí, trabalhou em praticamente todos os clubes do voleibol carioca, Bangu, América, CIB, Hebraica, AABB, Botafogo, Fluminense, Tijuca e Flamengo, tendo várias passagens por este último.

### Seleção Brasileira
Nas seleções brasileiras, iniciou a carreira como supervisor das equipes femininas e masculinas no Campeonato Mundial realizado no Brasil em 1960. Posteriormente, Matta participou como treinador de quatro edições do Campeonato Sul-americano, um Pan-Americano (Cali, 1971) e uma edição dos Jogos Olímpicos (México, 1968) e Universíade (Bulgária, 1977).

## Morte
Matta morreu na noite do dia 11 de maio de 2015, aos 82 anos.